# 李忠德
李忠德（1962年12月—），彝族，云南省石林县长湖镇舍色村人，中华人民共和国政治人物。

## 生平
1982年12月加入中国共产党。1982年12月至1987年6月，在石林管理处工作，1987年6月至1992年6月，任石林镇办公室主任。1992年6月至1998年4月，先后任石林风景名胜区管理局党委副书记、石林县旅游局副局长；1998年3月至2000年6月，任中共石林镇党委书记；2000年6月至2003年3月，任石林风景名胜区管理局、石林县旅游局局长；2003年3月至2004年4月，任石林县副县长；2004年4月至2004年5月，任中共石林县委副书记、副县长；2004年5月至2005年1月，任中共石林县委副书记、石林县人民政府代理县长。2005年1月起，任中共石林县委副书记、县长。2017年5月至2017年12月，云南省昆明市民族宗教事务委员会主任；2017年12月，任昆明市民政局局长。